# Asura habrotis
Asura habrotis là một loài bướm đêm thuộc phân họ Arctiinae, họ Erebidae.